# Emmerson Mnangagwa
Emmerson Dambudzo Mnangagwa (Shabani, Dél-Rhodézia, 1942. szeptember 15. –) zimbabwei jogász, politikus, az ország elnöke (2017-től).

## Élete
A korábbi brit gyarmat, Dél-Rhodesia többségi etnikumának, a sonának a tagjaként született egy bányászvároskában, Shabaniben 1942-ben. Más források szerint születési ideje 1946-ra datálható, de születése pontos idejét ő maga is 1942-re mondja.
Apja farmer volt, akit átitatott a fehér telepesek elleni ellenállási mozgalom, és előszeretettel politizált a feketéket diszkrimináló fehér uralom ellen. Fia általános iskolába járhatott, de végül a családjával 1955-ben menekülnie kellett Észak-Rhodéziába (a mai Zambiába). Miközben folytatta tanulmányait, tinédzserként csatlakozott a függetlenségi harchoz. Katonai kiképzésre előbb Egyiptomba, majd 1963-ban Kínába küldtek. Hazatérését követően „a krokodil” becenevet akasztották rá, mivel ország függetlenségi háborúja során a Krokodil-banda nevű gerilla csoportot vezette Dél-Rhodesia fehér (kisebbségi) uralma ellen. A csoport több vonatot is felrobbantott, mikor 1965-ben elfogták, kínvallatták és ennek hatására beismerte tettét. Először halálbüntetést kapott, de az ítéletet végül nem hajtották végre, mivel védői „bizonyították”, hogy még nem múlt el 21 éves, ezért az ítéletet 10 év börtönre változtatták. A fogságban megismerkedett több szabadságharcossal is, így Robert Mugabével, akivel gyakran egy cellán osztoztak.
A hararei börtönévek alatt jogot tanult a Zambiai Egyetem levelezőtagozatán. Miután 1975-ben szabadult, lediplomázott,majd rövid ideig praktizált is, de a már független Mozambikba ment, ahonnan Mugabe Zimbabwe Afrikai Nemzeti Unió (ZANU) nevű mozgalma folytatta a zimbabwei függetlenségi harcot. Ő lett Mugabe személyi titkára, testőre, majd a szervezet belbiztonsági főnöke. Bizalmi embereként Mugabe a gyarmati uralom megszűnéséhez vezető, 1979-es londoni tárgyalásokra is magával vitte. Az 1980-ban kikiáltott független Zimbabwe első kormányában nemzetbiztonsági miniszter volt, ezért őt vádolták a Mugabe riválisai, Joshua Nkomo híveivel szembeni leszámolásért. Az Észak-Koreában kiképzett kommandó (az Ötödik Brigád) által Matabeleföldön, Nkomo főként ndebelék lakta hátországában leölt civilek száma 20 ezerre tehető.
Mugabe 37 éves regnálása alatt több miniszteri tárcát is betöltött, támogatta a nagy vezér szocialista nézeteit, a fehér farmereket kisemmiző, földjeiket elkobzó nacionalista politikáját. Ugyanakkor, a 2008-as választáskor megszervezte az ellenzék tagjainak az üldözését, melynek eredményeként közel százan meghaltak. 2014-es alelnöki kinevezését követően parlamenti helyét a felesége „örökölte”, akitől három fia született.
Mindezek ellenére 2017 novemberének első napjaiban – mint az elnöki utódlásért folyó versengés egyik fő esélyesét – Mugabe menesztette alelnöki tisztségéből, mire válaszul a hadsereg megbuktatta és házi őrizetbe helyezte Mugabét (november 15.). A ZANU-PF kormánypárt ezt követően Mnangagwát jelölte államfőnek, aki 2017. november 24-én letette hivatali esküjét.
Egy hónappal beiktatása után szabad és tisztességes parlamenti, helyhatósági és elnökválasztást ígért a zimbabweieknek a következő évre, melyet – 2018 nyarán – a szavazatok több mint 50%-ával meg is nyert.